# Ciudad del Aire (Alcalá de Henares)
La Colonia Ciudad del Aire (coloquialmente llamada La Colo, Colonia de Aviación o, simplemente, Ciudad del Aire) es un barrio de Alcalá de Henares, en la Comunidad de Madrid, España. Se encuentra en la zona noreste de la ciudad, junto a la Autovía del Nordeste, y pertenece al Distrito V de Alcalá de Henares. Uno de los puntos más representativos del barrio es un alto depósito de agua en desuso, que es una de las construcciones más elevadas de toda la ciudad.
Por la Ciudad del Aire transita la colada de Villamalea, una vía pecuaria de 1.500 metros de longitud y diez metros de anchura por donde discurre o ha discurro tradicionalmente el paso de ganado.

## Historia
La Ciudad del Aire fue construida en los años 70 del siglo XX con el objetivo de dar alojamiento a militares, a funcionarios del Ministerio de Defensa y sus familias. Originalmente residían miembros del Ejército del Aire que mayoritariamente trabajaban en la Base Aérea de Torrejón de Ardoz, de ahí su nombre vinculado a la aviación, y con el paso de los años también se permitió vivir a miembros del Ejército de Tierra y la Armada. Previo al proyecto actual existieron unas pequeñas casas que alojaron a algunos residentes en la zona. Las viviendas entregadas a finales de la década de los 70 eran gestionadas en régimen de alquiler por el Instituto de Vivienda, Infraestructura y Equipamiento de la Defensa (INVIED) -anterior INVIFAS- hasta la venta de las mismas a comienzos del siglo XXI. Con esta venta, en el barrio ya no solamente residen personas vinculadas al Ministerio de Defensa.
Urbanísticamente por el barrio transitan las calles Virgen de Loreto, Barberán y Collar, y Plus Ultra. En la calle Virgen de Loreto originalmente residían los militares oficiales y en Barberán y Collar los militares suboficiales y funcionarios del Ministerio de Defensa. Con el paso de los años y con la venta de las viviendas esta situación varió en parte.

## Servicios
Además de las viviendas, el barrio cuenta con un colegio público de educación infantil y primaria, una iglesia católica, zonas verdes y una galería comercial. En sus orígenes, el colegio pertenecía al Ministerio de Defensa hasta que posteriormente pasó a ser gestionado por la Comunidad de Madrid. Para cursar el Bachillerato Unificado Polivalente (BUP) y el Curso de Orientación Universitaria (COU), los jóvenes tenían que estudiar fuera del barrio en institutos de Alcalá de Henares. El más cercano a Ciudad del Aire es el Instituto de Bachillerato Mixto Alcalá VII, que comenzó su servicio educativo en el curso 1990-1991, y al que posteriormente pasó a denominarse Instituto Ignacio Ellacuría. Muchas familias en la década de los 90 optaron porque sus hijos estudiasen en Madrid en el Colegio menor Nuestra Señora de Loreto, perteneciente al Ministerio de Defensa, al que iban en transporte público o en los autobuses fletados por el colegio.
La iglesia, gestionada por sacerdotes del Arzobispado castrense, inicialmente se encontraba en el piso bajo del edificio número seis de la calle Virgen de Loreto y en 1991 se inauguró la nueva parroquia con un singular diseño arquitectónico, en un solar en el que había un parque con columpios. 
En materia de sanidad, el barrio en sus orígenes contó con una clínica en los bajos del bloque número tres de la calle Virgen de Loreto, donde actualmente se encuentra la delegación de INVIED. En este centro médico había dentista, medicina general, pediatra y hasta un quirófano. Posteriormente, con la construcción de una zona de chalets se creó una clínica en las inmediaciones de las calles Plus Ultra y General Herrera. Paralelamente existía el centro médico Ciudad del Aire, ubicado en un piso bajo de la calle Barberán y Collar, allí pasó consulta el Dr. Jaime Mata Guijarro hasta su fallecimiento por COVID-19 en marzo de 2020.
La galería comercial en 2022 cuenta con un bar-restaurante, dos tienda de alimentación, un estanco, una farmacia, una academia de inglés, una barbería y un gimnasio. A lo largo de la historia del barrio, esta galería de tiendas ha tenido panadería, peluquería, carnicería, mercería, pescadería, supermercado, dos bares, papelería, tienda de vinos, droguería y una sucursal bancaria.
Frente al colegio se encuentra el centro social cultural y deportivo Ciudad del Aire, también conocido tradicionalmente como "Club de suboficiales", que actualmente sirve como centro de reunión para muchos vecinos del barrio.

## Urbanismo
El Ministerio de Defensa y el Ayuntamiento de Alcalá de Henares llegaron a un acuerdo para urbanizar el barrio y que éste fuese recepcionado por el consistorio complutense. En esta etapa la asociación vecinal trabajó para que se cumpliera el proyecto planteado.  Durante un tiempo hubo algunas dificultades con las empresas contratadas y el Ministerio de Defensa optó por encargar la obra a la empresa pública Tragsa. En noviembre de 2021 el ayuntamiento anunció la construcción de un nuevo centro multifuncional en la zona, junto al colegio.
A finales de 2021, el Ministerio de Defensa vendió quince solares que tenía en la zona para uso residencial.
En 2022 concluyeron las obras de asfaltado, arreglo de aceras, diseño de parques y jardines, y en la nueva rotonda de entrada al barrio se instaló un avión C-101 donado por el Ejército del Aire en cuyo fuselaje está el nombre de Ayo Garvalena.
Meses después de la finalización de las obras de urbanización del barrio, el Ayuntamiento de Alcalá de Henares envió un requerimiento a INVIED para que solventase algunas incidencias y proyectos sin terminar. En mayo de 2022, la Ciudad del Aire aún no estaba recepcionada por el consistorio complutense siendo un perjuicio para los vecinos.
El 13 de julio de 2022, el Ayuntamiento de Alcalá de Henares firmó con el INVIED la recepción parcial del Sector 21-A de la Ciudad del Aire, se abrió el parque central y se retiraron los plásticos de bancos y columpios del parque infantil. En primavera de 2024 comenzaron las obras para levantar nuevos bloques de viviendas.

## Geografía
Es uno de los barrios más alejados del centro de Alcalá de Henares.
Norte
Delimita con la Autovía del Nordeste (A2), con el campus de la Universidad de Alcalá (UAH) y el Hospital Universitario Príncipe de Asturias.
Sur
Por la zona sur del barrio pasa la línea férrea que une Madrid con Barcelona y, unos metros más al sur, la Vía Complutense, arteria principal de la ciudad.
Este
En la zona este se encuentra la autovía y, al otro lado de la misma, el Real Jardín Botánico Juan Carlos I, perteneciente a la UAH. Y a algo más de un kilómetro en esa dirección está la Estación de Alcalá de Henares Universidad y los centros comerciales Quadernillos y La Dehesa.
Oeste
Al oeste está el centro deportivo militar La Hípica, el cuartel Primo de Rivera, una urbanización de chalets, Casa Blanca, el Pabellón deportivo Montemadrid y el instituto Ignacio Ellacuría.

## Accesibilidad
Por la Ciudad del Aire transitan los autobuses urbanos de Alcalá de HenaresL2 y L3. La línea 3 entra en el barrio y la línea 2 pasa por las inmediaciones.
También pasa por cerca del barrio la línea 250 de interurbanos que une Alcalá de Henares con la cercana localidad de Meco.

## Curiosidades
Cada cinco de enero por la tarde, en la Ciudad del Aire hay una cabalgata de Reyes Magos que es organizada por el Ejército de Tierra. Los Reyes Magos llegan al barrio en vehículos militares acompañados por una banda militar de música.
Durante la década de los 80 y 90 del siglo XX, el 23 de junio por la noche, niños, jóvenes y mayores del barrio organizaban las hogueras de San Juan. Se celebraban en los descampados y aparcamientos vacíos de la Ciudad del Aire. Cada grupo o familia tenía su propia hoguera que era levantada con maderas y palos conseguidos por la zona y almacenados durante semanas.
En 2014, algunas secuencias de la serie Cuéntame cómo pasó, de Televisión Española, fueron rodadas en los descampados y en la galería comercial de la Ciudad del Aire.
En noviembre de 2022 fue la primera vez en toda la historia del barrio que el ayuntamiento de la ciudad puso luces de Navidad en las farolas de la calle Barberán y Collar. En esa ocasión, en las calles Plus Ultra y Virgen de Loreto no se instalaron luces navideñas municipales.